# Gare de Vierzon-Forges
Gare de Vierzon-Forges – przystanek kolejowy w Vierzon, w departamencie Cher, w Regionie Centralnym-Dolinie Loary, we Francji.
Jest przystankiem kolejowym Société nationale des chemins de fer français (SNCF), obsługiwanym przez pociągi TER Centre.